# Pajukari (ö i Mellersta Finland)
Pajukari är en ö i Finland. Den ligger i sjön Kiimasjärvi och i kommunerna Saarijärvi och Äänekoski och landskapet Mellersta Finland, i den centrala delen av landet, 280 km norr om huvudstaden Helsingfors. Öns area är 0,3 hektar och dess största längd är 110 meter i öst-västlig riktning.